# Kružlov
Kružlov é um município da Eslováquia, situado no distrito de Bardejov, na região de Prešov. Tem 10,2 km² de área e sua população em 2018 foi estimada em 1.008 habitantes.

## Demografia
| Ano:        | 1994 | 2004   | 2014   | 2024   |
| ----------- | ---- | ------ | ------ | ------ |
| Broj ljudi: | 1011 | 1006   | 1041   | 981    |
| Razlika:    |      | -0,49% | +3,47% | -5,76% |

| Ano:               | 2023 | 2024   |
| ------------------ | ---- | ------ |
| Número de pessoas: | 991  | 981    |
| Diferença:         |      | -1,00% |